# Мааруф ад-Давалиби
Мааруф ад-Давалиби (араб. معروف الدواليبي‎, 29 марта 1909, по другим данным: 1907, Халеб — 15 января 2004, Саудовская Аравия) — сирийский политический деятель, премьер-министр Сирии с 28 ноября 1951 по 29 ноября 1951 года и 22 декабря 1961 по 28 марта 1962 года.

## Биография
28 ноября 1951 года он впервые стал премьер-министром Сирии. Но когда он отказался брать бывшего министра обороны Фаузи Селу в правительство, он по приказу Адиба аш-Шишакли 29 ноября 1951 года был арестован. Президент Хашим Бей Халид Аль-Атасси в знак протеста подал в отставку.
В результате выборов 1961 года в Сирии он 22 декабря снова стал премьер-министром и занял одновременно пост министра внешних дел. Но уже 28 марта 1962 года он в результате военного переворота был отстранён от должности.
8 марта 1963 года был арестован по политическим причинам. Несколько месяцев провёл в тюрьме. После освобождения ушёл в Ливан и позже в Саудовскую Аравию.